# 约瑟夫·奥恩
约瑟夫·哈利勒·奥恩（羅馬化：Jūzāf Khalīl ‘Awn；1964年1月10日—），黎巴嫩军事人物，现任黎巴嫩总统、曾任黎巴嫩武裝部隊总司令。

## 生平
约瑟夫·奥恩出生于首都贝鲁特以东迈坦区辛菲勒郊区的一个马龙派基督教家庭。他的家人来自黎巴嫩南部的艾希耶镇。
据黎巴嫩武装部队网站报道，奥恩拥有黎巴嫩美国大学政治学学士学位（主修国际事务）和军事学学士学位。除了母语阿拉伯语外，奥恩还能说流利的英语和法语。
奥恩的军事生涯始于1983年，当时他首次参军。他在黎巴嫩武装部队中稳步晋升，并在黎巴嫩和国外接受各种训练，包括参加美国反恐计划。
奥恩曾三次获得黎巴嫩战争勋章，以及其他一些勋章和荣誉，最终晋升为将军，并于2017年3月被任命为黎巴嫩武装部队司令，接替让·卡瓦吉将军。接管黎巴嫩武装部队后不久，约瑟夫·奥恩将他的反恐训练付诸实践，并发起了一项针对伊斯蘭國武装人员的行动。

## 總統生涯
2025年1月9日，约瑟夫·奥恩在國會舉行的總統選舉中獲得超過三分之二議員支持，當選新一任黎巴嫩總統，終結自2022年米歇尔·奥恩辭職以來兩年多的政治真空。1月13日，时任国际法院院长、前总理赛义卜·萨拉姆及塔马姆·萨拉姆的亲戚纳瓦夫·萨拉姆在黎巴嫩议会获得信任，受命组织奥恩任期下的首届内阁。

## 个人生活
奥恩已婚，有两个孩子。